# Ahora noticias
Ahora noticias (en abrégé AN) est l'émission d'information principale de la chaîne de télévision Mega depuis le 25 août 2013 jusqu'au 22 juillet 2019 étant remplacé par Meganoticias.